# Oxalis salvadorensis
Oxalis salvadorensis är en harsyreväxtart som beskrevs av Sidwell. Oxalis salvadorensis ingår i släktet oxalisar, och familjen harsyreväxter. Inga underarter finns listade i Catalogue of Life.